# Nops maculatus
Nops maculatus  (лат.) — вид мелких пауков рода Nops из семейства Caponiidae. Южная Америка: Венесуэла, Панама. Длина около 8 мм.
Вид Nops maculatus был впервые описан в 1893 году французским арахнологом Эженом Симоном (1848—1924). Таксон Nops maculatus включён в состав рода Nops MacLeay, 1839 вместе с Nops coccineus, Nops sublaevis, Nops mathani, Nops nitidus Simon, 1907 и другими видами.